# Frédéric Bataille
Frédéric Bataille (ur. 17 lipca 1850 w Mandeure, zm. 29 kwietnia 1946 w Besançon) – francuski poeta, nauczyciel i mykolog.

## Życiorys
Urodził się w rodzinie protestanckich rolników w Mandeure. Uzyskał wykształcenie nauczycielskie w Model School of Montbéliard. W latach 1870–1884 pracował jako nauczyciel w kilku szkołach w okolicy. Był wolnym myślicielem i republikaninem, co nie podobało się wielu rodzicom. Zrezygnował z pracy w szkole i w 1881 r. rozpoczął naukę w Société des gens de lettres. Po jej ukończeniu w 1884 r. został profesorem Lycée Michelet w Vanves. W 1905 roku przeszedł na emeryturę i przeniósł się do Besançon. Za wkład w rozwój mykologii od Francuskiej Akademii Nauk otrzymał nagrodę. Był także kawalerem Legii Honorowej. Zmarł w wieku 96 lat.

## Praca twórcza
Na emeryturze zajął się mykologią. Chodził po lasach zbierając grzyby, które potem opisywał. Zdobył pewną reputację jako mykolog i został wiceprezesem Société mycologique de France. W zakresie mykologii często współpracował z Lucienem Quéletem.
Był także poetą. Jest autorem m.in. utworów Délassements (1873), Le Pinson de la mansarde (1875), Le Carquois (1880), Le Clavier d’Or (1884), Poèmes du soir (1889), Choix de poésies (1893), Nouvelles poésies (1900), Les trois foyers: famille, école, patrie (1905), Pages d’automne (1911).
Wniósł wkład również w pedagogikę publikując artykuły, jest także autorem podręczników nauki czytania i nauczania języka francuskiego (np.  l’Anthologie de l’enfance).
W naukowych nazwach utworzonych przez niego taksonów dodawane jest jego nazwisko Bataille.